# Reach (киберспортсмен)
Пак Чжон Сок (кор. 박정석?, 朴正石?, род. 27 декабря 1983, Пусан) — корейский киберспортсмен, более известный под псевдонимом Reach. Пак, который также иногда играл под никами Six_Devil_nO.1, ChoGoSy or TechniCal, считается одним из сильнейших игроков в мире за расу Протосс, поэтому фанаты называют его Hero Tos. Он имеет хороший макроконтроль, точно бросает Psionic Storm и показывает отличный микроконтроль драгунами. Известен матчами против Зергов. Ему удалось выиграть 2002 Sky Ongamenet StarLeague, победив BoxeR-а со счетом 3-1.
Пак также известен специфическим стилем использования зилотов, фанаты по всему миру называли его Mantoss за его успешную игру протосами, в то время как остальные профессиональные игроки, играющие за эту расу, не могли показать хороших результатов в профессиональных лигах.

## Основные достижения
- 1 место, 2002 SKY Starleague (KSL)
- 2 место, 2002 Pepsi Twist 2nd KPGA TOUR (KPGA позже MSL)
- 4 место, 2003 Mycube Starleague (OSL)
- 2 место, 2004 Gilette Starleague (OSL)
- 2 место, 2005 UZOO MSL